# Il ministro della mala vita
Il ministro della mala vita: notizie e documenti sulle elezioni giolittiane nell'Italia meridionale è un saggio politico di Gaetano Salvemini pubblicato per la prima volta nel 1910 e riedito nel 1919, avente per oggetto i rapporti fra la società italiana nei primi anni del XX secolo e la politica italiana impersonata da Giovanni Giolitti.

## Genesi e contenuto dell'opera
Nel primo capitolo (L'elezione di Gioia del Colle) Salvemini ricostruisce le modalità delle elezioni politiche del 7 marzo 1909 nel collegio di Gioia del Colle e denuncia le violenze e gli imbrogli messi in atto dal candidato giolittiano Vito De Bellis e dai suoi seguaci, con la connivenza della forza pubblica e delle autorità statali. Salvemini, che aveva seguito personalmente la tornata elettorale in quel collegio, aveva esposto i fatti già in un lungo articolo intitolato «L'opera del governo nel Mezzogiorno», pubblicato nell'Avanti! del 14 marzo 1909. Per Salvemini, gli atti delinquenziali del candidato giolittiano non possono essere contrastati dalla popolazione meno abbiente in quanto quest'ultima non può esercitare il diritto di voto. Per Salvemini era dunque essenziale la richiesta del suffragio universale.
Anche nel secondo e nel terzo capitolo sono riportate storie di brogli e intimidazioni fatte da candidati filo giolittiani in alcuni collegi siciliani. Il 25 maggio 1909 Giuseppe de Felice Giuffrida, vecchio combattente dei fasci siciliani, aveva elencato al nuovo Parlamento alcuni episodi clientelari (concessioni governative, onorificenze, trasferimenti, ecc.) fatte ai seguaci dei candidati giolittiani Saporito, Cirmeni, Angelo, Giuseppe e Dante Majorana, nonché intimidazioni e atti violenti —perfino un tentato omicidio— nei confronti dei seguaci dei partiti avversi. Poiché successivamente de Felice non poté ribattere a Giolitti, in quanto il presidente della Camera gli aveva tolto la parola, nella seduta del 28 maggio Napoleone Colajanni, avversario storico di Giolitti, riprese e rilanciò le denunce di de Felice. Salvemini, dopo averne chiesto il permesso a Colajanni, pubblicò i discorsi dei due.
Nel quarto e nel quinto capitolo (L'elezione di Licata e Come fu eletto il baron Saporito) Salvemini riprende argomenti già trattati da de Felice: le candidature dei giolittiani Dante Majorana nel collegio di Licata e Saporito nel collegio di Castelvetrano ma nelle elezioni del 1904. Nel caso del collegio di Licata «tutti erano seccati della invadenza della dinastia Majorana e della sfacciataggine, con cui i maschi maggiorenni della magione procurano di farsi avanti sfruttando il genio familiare», per cui la Giunta delle elezioni invalidò l'elezione di Dante Majorana e dichiarò eletto nel Collegio di Licata Ignazio La Lumia Aldisio
. Nelle elezioni del 6 novembre 1904 ne collegio di Castelvetrano si erano verificati numerosi brogli e il 4 novembre 1905 alcuni sostenitori di Saporito erano stati condannati a una pena detentiva dal Tribunale di Trapani; la sentenza fu confermata dalla Corte d'appello di Messina; ci fu tuttavia un ricorso in Cassazione durante il quale intervenne «una provvida amnistia», per cui «il baron Saporito con un coraggio di leone, ha proclamato alla Camera che la condanna non esiste!»
Nelle conclusioni, Salvemini espresse la necessità del suffragio universale. Giuseppe Prezzolini, avendo appreso da Giuseppe Lombardo Radice che Salvemini stava scrivendo un volume sulla “Moralità politica del Mezzogiorno” ed essendo impegnato nel varo di una collana di "quaderni" da affiancare alla «Voce», scrisse a Salvemini che avrebbe gradito esserne l'editore; Salvemini accettò a condizione che il luogo di pubblicazione fosse Firenze, e non Ortona a Mare ("Così avresti, nel caso, i giudici di qui..."). Il volume uscì edito dalla Voce di Firenze e stampato dalle Arti Grafiche di Ortona a Mare il 14 febbraio 1910, immediatamente a ridosso della discussione parlamentare dell'elezione di Gioia del Colle (24 febbraio 1910); quest'ultima peraltro fu favorevole al De Bellis. Giolitti peraltro si era dimesso poche settimana prima lasciando il governo a Sidney Sonnino.
Nel 1912 in Italia il diritto di voto fu esteso a tutti i cittadini maschi di età superiore a 30 anni: cosiddetto «Suffragio universale». Per le elezioni politiche italiane del 1913, Salvemini decise di accettare due candidature, promosse ufficialmente dalla Federazione dei contadini e appoggiate dalla Federazione degli insegnanti, nei collegi di Bitonto e di Molfetta. Salvemini, che riteneva di avere almeno 4000 voti di vantaggio sull'avversario a Molfetta, risultò sconfitto in entrambe le elezioni. Anche questa volta si verificarono episodi clamorosi, con il coinvolgimento diretto delle forze dell'ordine. Addirittura a Terlizzi si verificò un attentato contro Salvemini, il quale si salvò unicamente per l'inceppamento del revolver che gli era stato puntato contro; Salvemini ne ritenne responsabile un delegato di polizia. Le testimonianze su queste elezioni, raccolte da Ugo Ojetti, da Umberto Zanotti Bianco, dai professori della Federazione degli insegnanti medi e da giornalisti di varie testate, costituiscono il nucleo intorno al  quale avrebbe preso forma la seconda edizione del Ministro della mala vita. Salvemini porrà l'accento sul ricorso alla violenza politica, tollerata e incoraggiata dalle autorità durante gli ultimi governi Giolitti.

## Sommari

### Prima edizione (1910)

Giuseppe de Felice Giuffrida

- Cap. 1 - L'elezione di Gioia del Colle

Le origini dell'eroe — L'eroe non è sicuro — Le elezioni del 1904 — pericoli aumentano — Si avvicina la tempesta — Fate largo alla mala vita! — Mala vita e questura — Vito De Bellis padrone delle acque — L'arrivo alla Mecca — Il socialista intransigente — Il delegato elettorale — Il proletario intellettuale — Che cosa è l'energia — Quando diventeremo energici? — In cospetto dell'eroe — Gli angeli custodi — Nell'albergo — In giro per la città — Un altro proletario intellettuale — L'elezione — I massari — I leghisti — Un sorteggio miracoloso — Un altro miracolo giolittiano — La elezione di Santeramo — Il resultato delle elezioni — La proclamazione del vincitore — La Giunta delle elezioni,
- Cap. 2 - Come sono state fatte le elezioni in Sicilia[14]

Politica elettorale a doppio fondo — La preparazione elettorale — Il trattato di Trapani — Onorificenze elettorali — Un consiglio comunale morto è resuscitato — Una genealogia di giolittiani — I reati di Stato — Continua la genealogia dei giolittiani — Le fatiche dei ministri in periodo elettorale — Indulti elettorali — Interessi elettorali e interessi generali — Violenze armate ed arresti preventivi — Un delegato non ancora esperto — Arresti elettorali — Strategia elettorale — Inutile appello alla lealtà — La elezione di Palagonia — La conquista dei seggi a San Pietro Clarenza — La elezione di Mascalucìa — Delegati che organizzano attentati e magistrati complici manutengoli — Anche un tentato assassinio — Un epistolario caratteristico,
- Cap. 3 - Un altro manipolo di elezioni giolittiane[15]

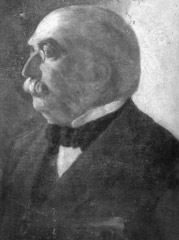
Napoleone Colajanni

Il grande mafioso — L'opera educativa dell'on. Giolitti — La corruzione collettiva nel collegio di Ortona a Mare — La	violenza	nell'elezione di Licata — Le elezioni di Gaeta e di Caserta — L'elezione di Castelvetrano — Il sottoprefetto di Sant'Angelo dei Lombardi — L'elezione amministrativa di Andria — La conclusione
- Cap. 4 - L'elezione di Licata

Come e perché fu scelto un altro Majorana a candidato del collegio di Licata — Il sindaco di Campobello — Il sindaco di Licata — Come si può utilizzare un terremoto — Il delegato Cornetta — I questurini a Campobello di Licata — Il delegato Covelli — Altre imprese del delegato Covelli — Continua ad agire il delegato Covelli — E sempre il delegato Covelli! — Il delegato Gafà — La conquista dei seggi a Campobello — La conquista dei seggi a Camastra — L'ultimo atto
- Cap. 5 - Come fu eletto il baron Saporito

I «veri galantuomini» di Castelvetrano — Il «vero galantuomo» Mannone nella giornata del 7 marzo 1909 — Due altri «veri galantuomini» — Il «vero galantuomo» per eccellenza — I «veri galantuomini» di Mazzara del Vallo — Nel paese del «trattato»
- Cap. 6 - Documenti elettorali giolittiani

Radicali lombardi e repubblicani pugliesi — La proclamazione giolittiana nel collegio di Paternò — I «veri galantuomini» di Alcamo — Un deputato giolittiano,
- Cap. 7 - Le responsabilità

### Seconda edizione (1919)
- Cap. 1 - L'elezione di Gioia del Colle
- Cap. 2 - Ricordi di una domenica di passione[16]

L'elezione del 26 ottobre 1913 a Molfetta
- Cap. 3 - La Federazione degli insegnanti medi e le candidature Salvemini[17]

Una visita a Terlizzi — Ostruzionismo e minacce a Bitonto — Contadini e preti a Giovinazzo — Le prime gesta dei mazzieri — La commissione elettorale di Bitonto — Il commissario Brogiotti e i suoi mazzieri — Un tentativo di ricatto — La sezione di Bitonto — Il trionfo del commissario Brogiotti — Il congedo dai contadini — Il viaggio di Spinelli — Un altro tentativo di ricatto — Ostruzionismo e mazzieri a Giovinazzo
- Cap. 4 - L'impresa della malavita a Bitonto[18]

Un dramma amministrativo — Il regno di Nicola il «Tignoso» — Le gesta dei mazzieri — La lugubre storia si aggrava — Spettacolo sinistro
- Cap. 5 - L'elezione di Licata
- Cap. 6 - Come fu eletto il baron Saporito
- Cap. 7 - Documenti elettorali giolittiani

## Il giudizio di Salvemini su Giolitti

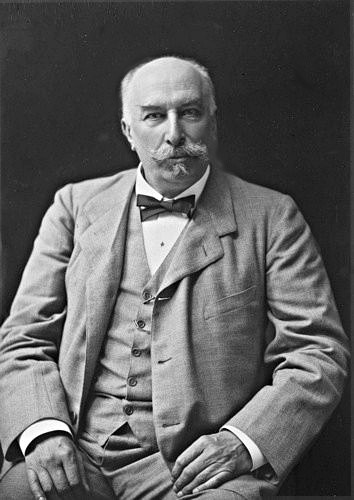
Giovanni Giolitti

I fatti circostanziati esposti da Salvemini nelle due edizioni del Ministro della mala vita non furono mai dichiarati falsi. La definizione di «ministro della mala vita» attribuita a Giolitti è stata ritenuta invece spesso esagerata o ingiusta. Indro Montanelli affermò che, in un anno imprecisato del dopoguerra, Salvemini gli avrebbe confidato di non confermare più quel giudizio. Paolo Sylos Labini, pur ammettendo che la dura critica di Salvemini riguardava non la politica di Giolitti nel suo insieme ma la politica elettorale di Giolitti nel Mezzogiorno, ribatté a Montanelli che a suo parere Salvemini non aveva mai modificato il giudizio sui metodi elettorali adottati da Giolitti nel Sud Italia affermando che Salvemini aveva continuato a considerarli socialmente e politicamente disastrosi per l'intero Paese, non per il solo Mezzogiorno.

## Edizioni
- Il ministro della mala vita. Notizie e documenti sulle elezioni giolittiane nell'Italia meridionale, Firenze, Edizione della Voce, 1910.
- Il ministro della mala vita, con scritti di Ugo Ojetti e Luigi Lucatelli, 2ª edizione, Collana Quaderni della Voce n. 34, Roma, La Voce, 1919.
- Il ministro della mala vita e altri scritti sull'Italia giolittiana, in: Opere di Gaetano Salvemini, vol. 4 (Il Mezzogiorno e la democrazia italiana), a cura di Elio Apih, Milano, Feltrinelli, 1962 [riproduce solo gli scritti di Gaetano Salvemini; sono pertanto esclusi i capitoli 2 e 3 della prima edizione (1910), tratti dai discorsi parlamentari rispettivamente di Giuseppe de Felice Giuffrida e di Napoleone Colajanni, e i capitoli 2, 3 e 4 della seconda edizione (1919), scritti rispettivamente da Ugo Ojetti, da Inviati della Federazione degli insegnanti medi e da Luigi Lucatelli].
- Il ministro della mala vita. Notizie e documenti sulle elezioni giolittiane nell'Italia meridionale, a cura di Sergio Bucchi, con una nota di Gaetano Arfé, Collana Gli Archi n. LX, Torino, Bollati Boringhieri, 2000, ISBN 88-339-1289-2 [ripropone l'edizione integrale 1910; in Appendice, dai 3 capitoli aggiunti nell'edizione del 1919].
- Il ministro della mala vita e altri scritti, a cura di Ennio Corvaglia, Collana Classici del meridionalismo n. 9, Bari, Palomar, 2006-2020, ISBN 88-7600-180-8, ISBN 978-88-7600-180-2.